# Albert Coates
Albert Coates (ur. 11 kwietnia?/23 kwietnia 1882 w Petersburgu, zm. 11 grudnia 1953 w Milnerton koło Kapsztadu) – angielski dyrygent i kompozytor.

## Życiorys
Jego matka była Rosjanką. Początkowo studiował nauki chemiczne na Uniwersytecie Liverpoolskim, zdecydował się jednak poświęcić muzyce. W 1902 roku wyjechał do Lipska, gdzie studiował w tamtejszym konserwatorium u Juliusa Klengla (wiolonczela), Roberta Teichmüllera (fortepian) i Artura Nikischa (dyrygentura). Dyrygował orkiestrami opery w Elberfeld (1906), Dreźnie (1909) i Mannheim (1910). Od 1910 do 1917 roku był dyrygentem orkiestry Teatru Maryjskiego. Po wybuchu rewolucji październikowej powrócił do Anglii. Podczas pobytu w Rosji poznał Aleksandra Skriabina i Siergieja Prokofjewa.
Po 1919 roku współpracował z wieloma orkiestrami angielskimi, m.in. Beecham National Opera Company, Covent Garden Theatre, London Symphony Orchestra i Leeds Festival. Dyrygował pierwszym publicznym wykonaniem Planet Gustava Holsta (1920). W latach 1923–1925 prowadził klasę dyrygentury w Eastman School of Music i dyrygował Rochester Philharmonic Orchestra. Dyrygował Staatsoper w Berlinie (1931) i Wiener Philharmoniker (1936). W 1946 roku wyjechał do Południowej Afryki, gdzie objął posadę dyrygenta Johannesburg Symphony Orchestra oraz wykładowcy University of South Africa w Kapsztadzie.

## Dorobek
W jego repertuarze koncertowym dominowała twórczość kompozytorów rosyjskich oraz Richarda Wagnera. Dyrygował prapremierowymi wykonaniami zrewidowanej wersji Symfonii londyńskiej Ralpha Vaughana Williamsa (1920), I symfonii Arnolda Baxa (1922) i Symfonii chóralnej Gustava Holsta (1925).
Skomponował opery Assurbanipal (wyst. Moskwa 1915), Samuel Pepys (wyst. Monachium 1929), Mr. Pickwick (wyst. Londyn 1936) i Tafelberg se Kleed (wyst. Kapsztad 1952), poemat symfoniczny The Eagle (1925), Suitę rosyjską na orkiestrę, ponadto utwory fortepianowe i symfoniczne oraz pieśni.